# Улача
Ула́ча (рос. Улача) — село у складі Акшинського району Забайкальського краю, Росія. Адміністративний центр Улачинського сільського поселення.

## Населення
Населення — 399 осіб (2010; 466 у 2002).
Національний склад (станом на 2002 рік):
- росіяни — 98 %